# Elektra Glide
Elektra Glide is een videospel voor diverse platforms. Het spel werd uitgebracht in 1986. 

## Platforms
| Jaar | Platform                  |
| ---- | ------------------------- |
| 1985 | Atari 8-bit, Commodore 64 |
| 1986 | Amstrad CPC               |

## Ontvangst
| Beoordeeld door                | Platform     | Datum         | Score |
| ------------------------------ | ------------ | ------------- | ----- |
| Computer and Video Games (CVG) | Commodore 64 | februari 1986 | 80%   |
| Your Commodore                 | Commodore 64 | mei 1986      | 70%   |
| Commodore User                 | Commodore 64 | april 1986    | 40%   |
| Zzap!                          | Commodore 64 | mei 1986      | 38%   |
| ASM (Aktueller Software Markt) | Atari 8-bit  | april 1986    | 10%   |